# Tod eines Keilers
Tod eines Keilers (Originaltitel: Der Keiler) ist eine schweizerisch-deutsche schwarze Komödie von Urs Egger aus dem Jahr 2005 mit Joachim Król, Friedrich von Thun, Hans-Michael Rehberg und Hanspeter Müller-Drossaart in den Hauptrollen. Das Drehbuch schrieb Nils-Morten Osburg, dem der Kriminalroman Der Keiler von Felix Mettler aus dem Jahr 1990 als Vorlage diente.

## Handlung
Gottfried Binder, ein unscheinbarer Mitarbeiter der pathologischen Abteilung einer Universitätsklinik, wird zwei Wochen vor seiner Pensionierung eröffnet, dass er unheilbar an Lungenkrebs erkrankt ist und nur noch wenige Monate zu leben hat. Diese Diagnose wird ihm ausgerechnet von seinem Vorgesetzten, dem Oberarzt Dr. Horst Götze, gestellt, der selbst Kettenraucher und bei allen Mitarbeitern äusserst unbeliebt ist. Der Nichtraucher Binder ist ob der Ungerechtigkeit des Schicksals so erzürnt, dass er eigenhändig für die ausgleichende Gerechtigkeit sorgen will und den Plan fasst, seinem Vorgesetzten Götze die «verdiente» und tödliche Strafe angedeihen zu lassen, was er mittels Blasrohr und vergifteten Pfeils auch in die Tat umsetzt. Der Kommissar lässt den Täter letztlich straffrei davonkommen.

## Produktion und Veröffentlichung
Tod eines Keilers wurde von Dschoint Ventschr (Zürich) und Event Filmproduktion (München) in Zusammenarbeit mit dem ZDF produziert und in 28 Tagen abgedreht. Die Uraufführung war am 29. Oktober 2005 bei den 39. Internationalen Hofer Filmtagen unter dem Titel Der Keiler. Die Erstausstrahlung unter dem Titel Tod eines Keilers erfolgte am 5. Februar 2006 im Schweizer Fernsehen und hatte in Deutschland Premiere am 6. Februar 2006 im ZDF.

## Kritiken
Rainer Tittelbach von tittelbach.tv vergibt fünf von sechs Sternen für diesen «ungewöhnlichen Fernsehfilm» und «geniale[n] Genremix» und versieht ihn mit den Attributen «grotesk, schwarzhumorig, philosophisch, spannend!».

## Nominierungen und Auszeichnungen
- 2006: Romy an Urs Egger für die beste Regie[6]
- 2007: Nominiert für den Adolf-Grimme-Preis in der Kategorie Wettbewerb Fiktion / Spezial[7]